# Sprengel Museum Hannover

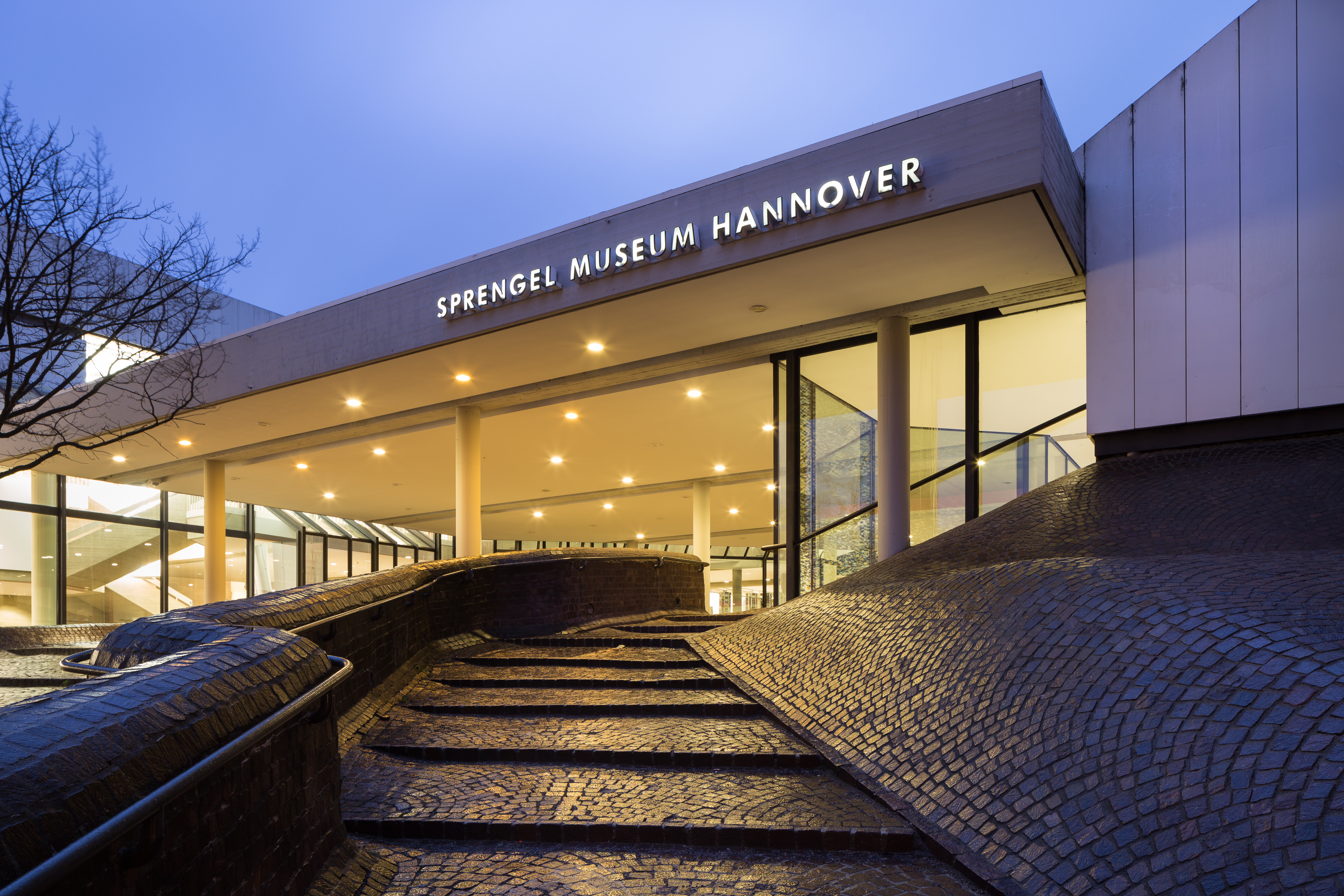
Eingang des Sprengel Museums Hannover zum Kurt-Schwitters-Platz, 2016

Das Sprengel Museum Hannover in Hannover ist ein Museum für Kunst des 20. und 21. Jahrhunderts mit Schwerpunkten wie dem deutschen Expressionismus und der französischen Moderne. Das Museum liegt in unmittelbarer Nähe zum Nordufer des Maschsees. 2017 wurde das Museum von Kunstkritikern der deutschen Sektion des internationalen Kunstkritikerverbandes (AICA) zum Museum des Jahres gewählt.

## Geschichte

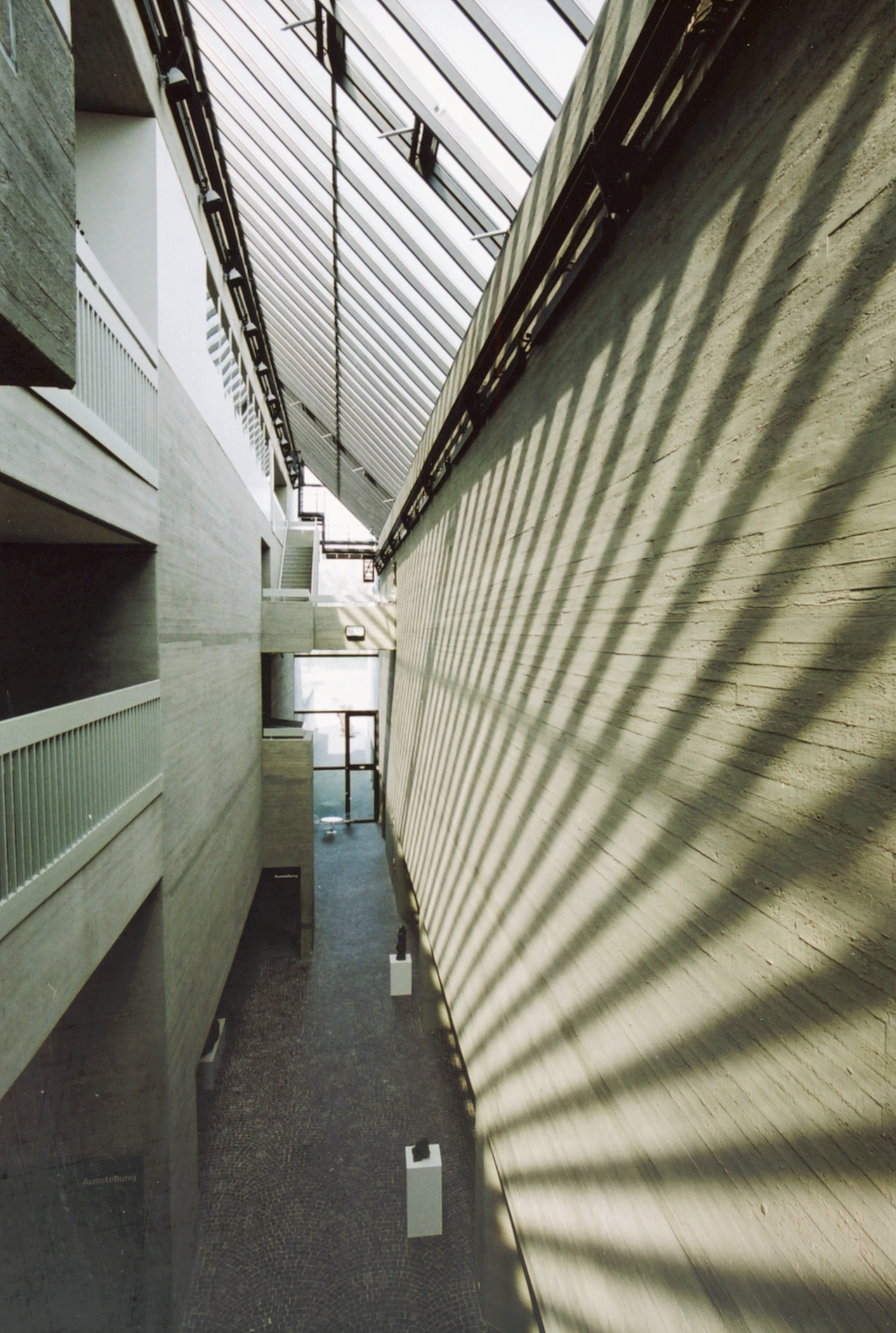
Innenansicht Sprengel Museum Hannover: Die Museumsstraße im zweiten Bauabschnitt, im Januar 2009

Ausgangspunkt des Museums ist eine Schenkung von Margrit und Bernhard Sprengel, die im Jahr 1969 ihre umfangreiche Kunstsammlung der Moderne weitestgehend der Stadt Hannover überließen. Der Schokoladenfabrikant Bernhard Sprengel unterstützte den Bau des ersten Museumsabschnitts mit einem Zehntel des veranschlagten Baupreises. Das Museum übernahm die in Hannover verwahrten Sammlungen der Kunst des 20. Jahrhunderts von Stadt Hannover und Land Niedersachsen in seinen Bestand. Die Stadt und das Land vereinbarten, den Bau und den laufenden Betrieb des Museums je zur Hälfte zu tragen.
Museumsleiter wurde 1975 der Kunsthistoriker Joachim Büchner, der 1989 aus gesundheitlichen Gründen zurücktrat.
Aus Anlass des 85. Geburtstages von Bernhard Sprengel am 17. April 1984 entschied die Stadt Hannover, ihr Museum, das bis dahin den Namen „Kunstmuseum Hannover mit Sammlung Sprengel“ trug, in „Sprengel Museum Hannover“ umzubenennen. Mit diesem Schritt wurde der Sammler Bernhard Sprengel, ohne dessen Sammlung und Geldspende das Museum nicht entstanden wäre, gewürdigt. Von der Entscheidung über den Bau und der Eröffnung an hat Sprengel intensiv die Geschicke des Museums mit verfolgt. Die Stiftung „Sammlung Bernhard Sprengel“ wurde 1982 gegründet und bis zum Tod Bernhard Sprengels mit einer Reihe von Werken ausgestattet, von denen er einige bei der Schenkung seiner Sammlung an die Stadt 1969 noch in seinem Eigentum behalten oder die er erst zu einem späteren Zeitpunkt erworben hatte.
Seit 1. Februar 2014 ist Reinhard Spieler Direktor des Museums. Sein Vorgänger Ulrich Krempel leitete das Museum ab 1993.

## Bau

### Erster Bauabschnitt

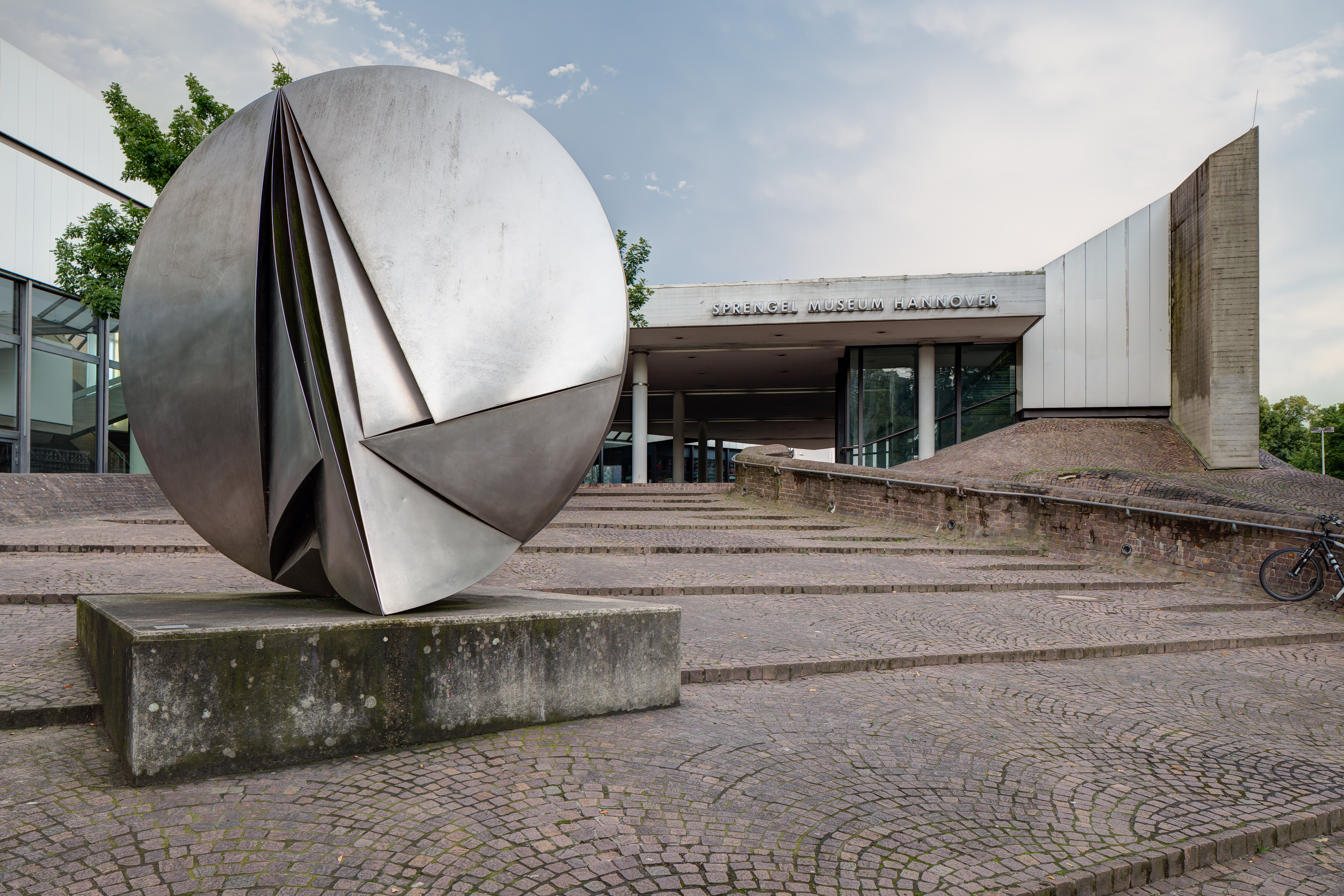
Zurückhaltende, einladende Fassade zum Kurt-Schwitters-Platz (im Vordergrund die Plastik Stahl 5/81 von Erich Hauser, dort aufgestellt bis zum Sommer 2015)

Die Architekten des Bauwerks wurden in einem zweistufigen Wettbewerb ermittelt, zudem es insgesamt 192 Einsendungen gab. Der erste Bauabschnitt wurde 1979 eröffnet und von der Architektengruppe Peter und Ursula Trint (Köln) und Dieter Quast (Heidelberg) gestaltet. Für Grünanlagen war der Gartenarchitekt Georg Penker (Neuss) zuständig. Die Baukosten des ersten Bauabschnitts beliefen sich auf knapp 30 Millionen D-Mark, von denen Bernhard Sprengel 2,5 Millionen beisteuerte. Die Gesamtfläche im ursprünglichen Gebäude beträgt 9337 m².
Vom Maschsee und dem Rudolf-von-Bennigsen-Ufer aus präsentiert sich das Sprengel Museum Hannover ohne Imposanz. Der vorhandene Sockel trägt dabei kaum zur Heraushebung der Architektur bei. Der Bau des Sprengel Museums besticht weniger durch seine baukünstlerische Gestalt, sondern zeichnet sich vielmehr durch die Gesamtidee aus: Eine neue Möglichkeit zur Aktivierung städtischen Lebens und Verstärkung der städtebaulichen Gegebenheiten. Die zurückhaltende Fassade erklärt sich zum Teil durch museumsdidaktische Grundsätze der 1970er-Jahre. Nicht die Beeindruckung, sondern die Einladung der Besucher war das erklärte Ziel. Das Museum weicht damit ab von der Kubus-Architektur, die im Museumsbau dieser Zeit international üblich war. Die Architekten selbst bezeichneten das Gebäude als Solitär, der aus Großformen bestehe und sich städtebaulich um den Maschsee einordne. Das Sprengel Museum liegt parallel zum Ufer des Maschsees; in seinem Innern durchteilt eine zentrale Passage das Gebäude, die Museumsstraße. Sie wurde mit dem zweiten Bauabschnitt auf eine Länge von 220 m erweitert. Die Ausstellungsstücke werden überwiegend im Kunstlicht präsentiert, in den Räumen des Untergeschosses ausschließlich.

### Zweiter Bauabschnitt
1992 erfolgte eine Erweiterung durch einen zweiten Bauabschnitt. Zu dieser Zeit hat das Museum sein großes Auditorium erhalten, das heute auch zu vielen externen Veranstaltungen genutzt wird. Auch die Wechselausstellungshalle gehörte zum zweiten Bauabschnitt. Eine Ergänzung um weitere Bauabschnitte war von vornherein eingeplant. Der zweite Bauabschnitt kostete ca. 40 Millionen D-Mark; das Museum gewann eine Fläche von 2428 m² hinzu. Anders als beim ersten Bauabschnitt gibt es zahlreiche Räume mit Oberlicht, so auch der für die Wechselausstellungen genutzte. Die Planer achteten beim Lichtkonzept bewusst darauf, dass die Besucher wetterbedingte Tageslichtveränderungen mitbekommen, eine konstant-diffuse Ausleuchtung wurde vermieden. Am 27. November 2012 wurde die Erweiterung um einen dritten Bauabschnitt begonnen.

### Dritter Bauabschnitt und Kontroverse

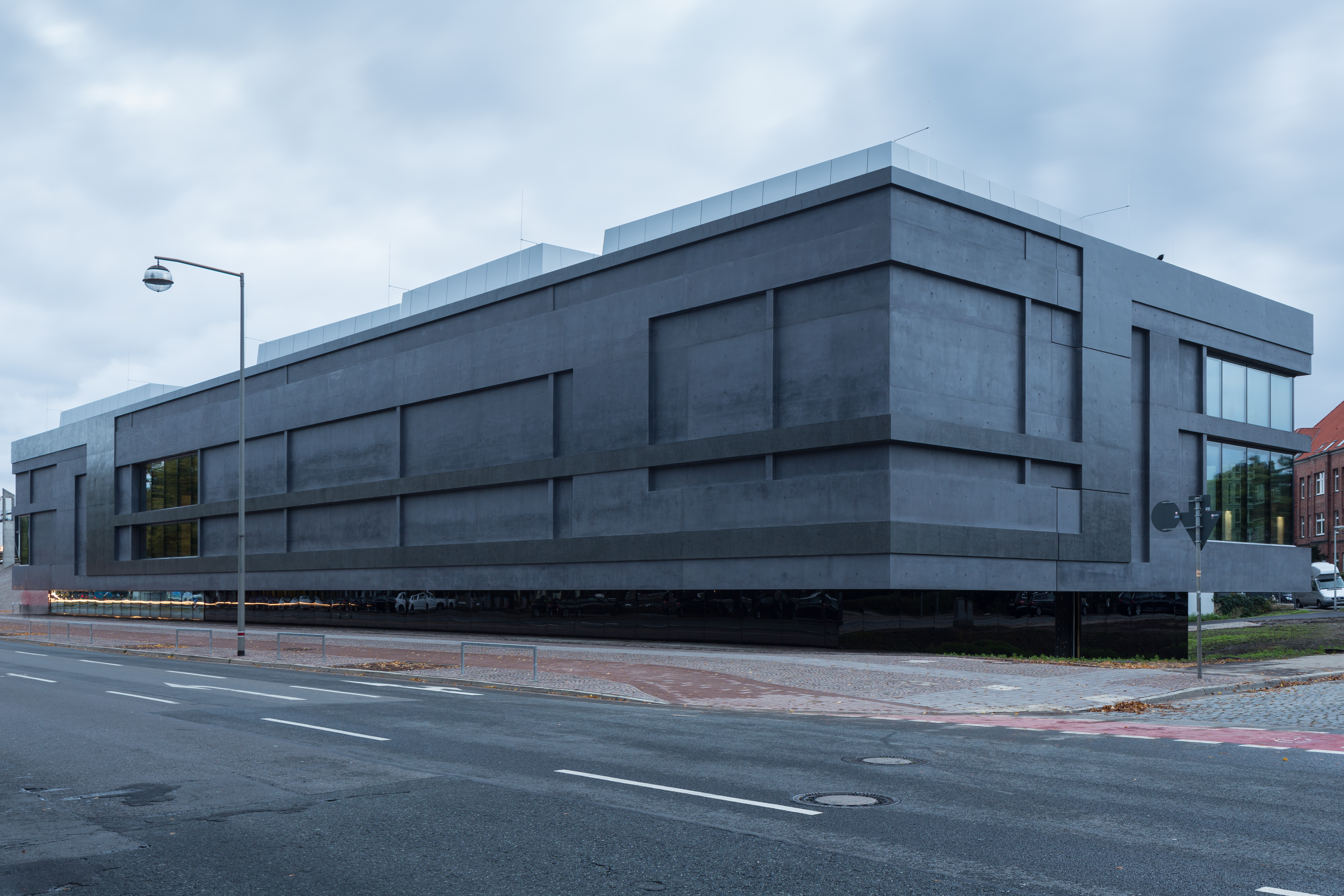
Der dritte Bauabschnitt nach seiner Fertigstellung im September 2015

Die im August 2014 erstmals sichtbare Fassade des dritten Bauabschnitts löste eine Kontroverse aus. Während mehrere offizielle Stellen den Bau bei seiner Enthüllung mit Lob bedachten, lehnten die Teilnehmer einer Online-Umfrage der Hannoverschen Allgemeinen Zeitung das Erscheinungsbild mehrheitlich ab. Das Architekturbüro Meili & Peter aus der Schweiz hatte für den quaderförmigen Bau zunächst eine Spiegelglasfassade vorgesehen. Aus Kostengründen ließ die Jury des Architektenwettbewerbs den Entwurf jedoch ändern: Das Haus erhielt eine Fassade aus anthrazitfarbenem Sichtbeton. Ein poliertes Reliefband und zwei große Panoramafenster sollen die Fassade auflockern, das zurückgesetzte und durchgehend verglaste Sockelgeschoss soll dem Baukörper eine schwebende Erscheinung verleihen. Über den dritten Bauabschnitt erhält das Museum zusätzlich 5250 m² an Fläche, von denen sich ca. 1400 m² für Ausstellungen nutzen lassen, ein Zugewinn von gut 25 % der bisherigen Ausstellungsfläche.
Der Bau kostete letztlich 35,8 Millionen Euro, nachdem 2012 noch von 25 Millionen ausgegangen worden war. Den größten Teil, 14,1 Millionen Euro, steuerte die Stadt Hannover bei, 11,6 Millionen Euro kamen aus dem EFRE-Fonds. Jeweils fünf Millionen Euro wurden aus Landesmitteln und aus Spenden bestritten. Um Spender und Sponsoren kümmerte sich die Initiative Mehr Museum.
Am 19. September 2015 fand die Einweihung des Neubaus statt, begleitet von einer Eröffnungsausstellung. In diesem Zusammenhang wurde auch die Plastik Another Twister (João) der amerikanischen Bildhauerin Alice Aycock vor dem Haupteingang aufgestellt. Das aus Aluminium gefertigte Kunstwerk ersetzt an dieser Stelle die Stahlplastik 5/81 von Erich Hauser, die dort über 30 Jahre gestanden hatte.

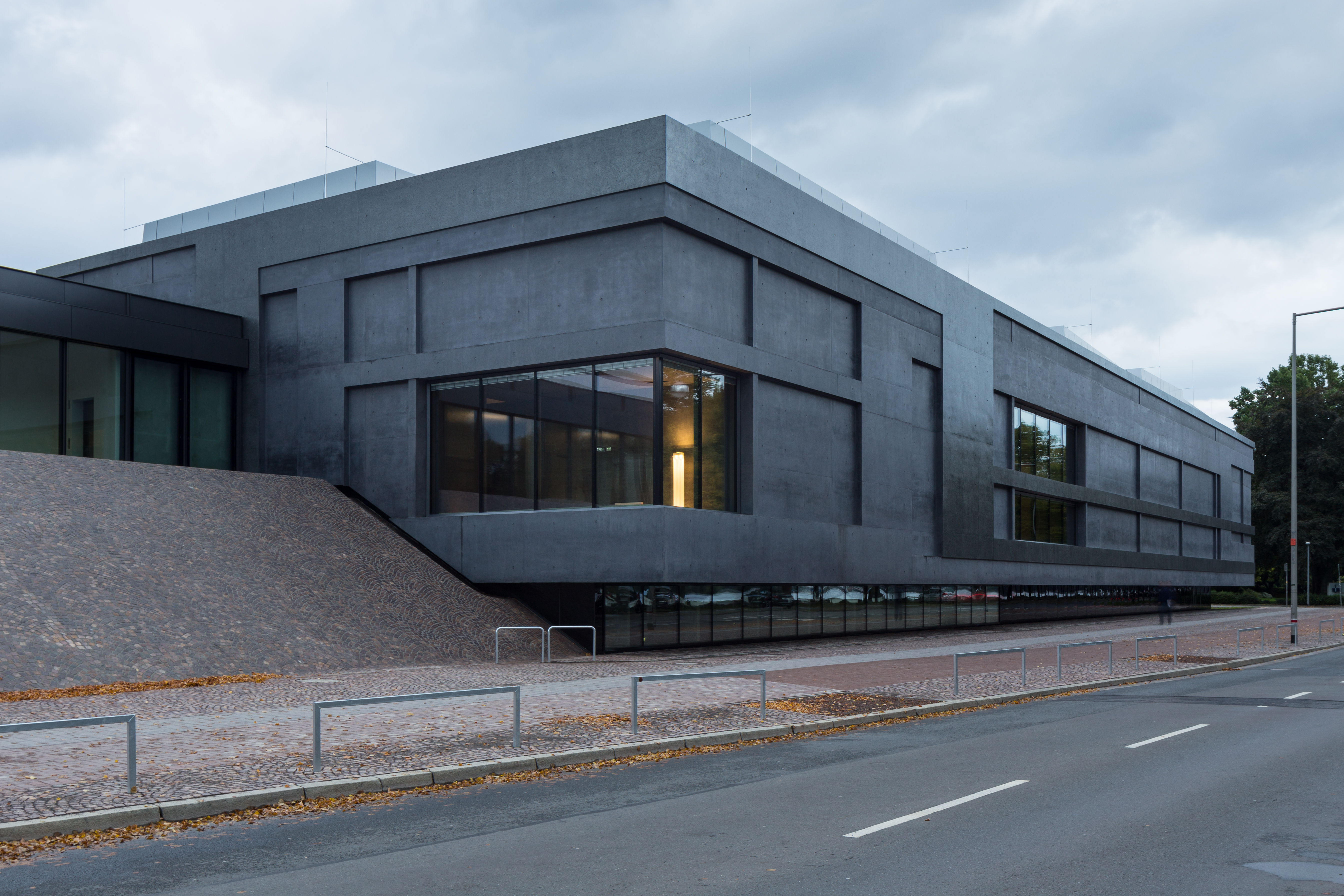
Nach Nordost weisende Ecke am Rudolf-von-Bennigsen-Ufer
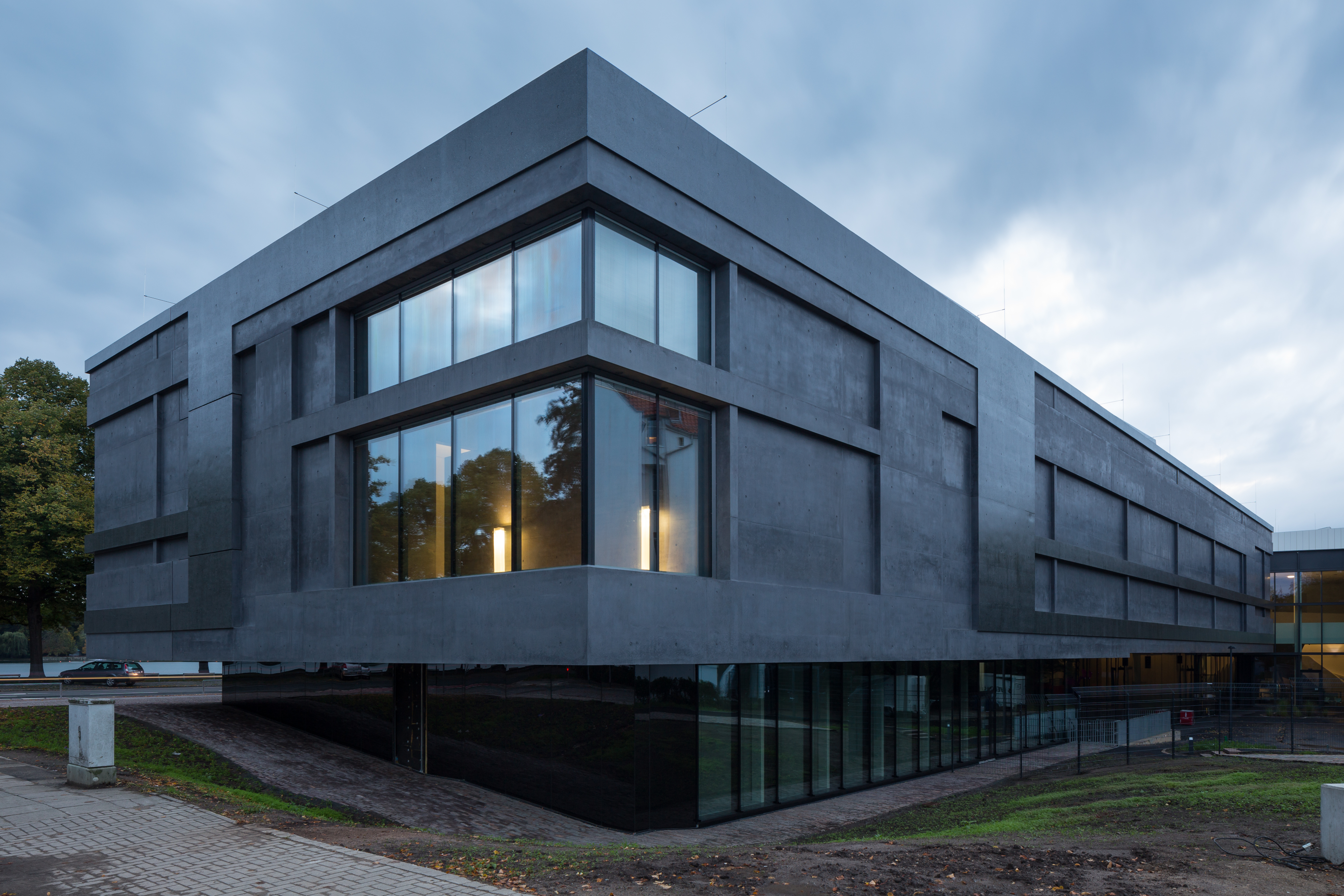
Südfassade, Ansicht Auf dem Emmerberge
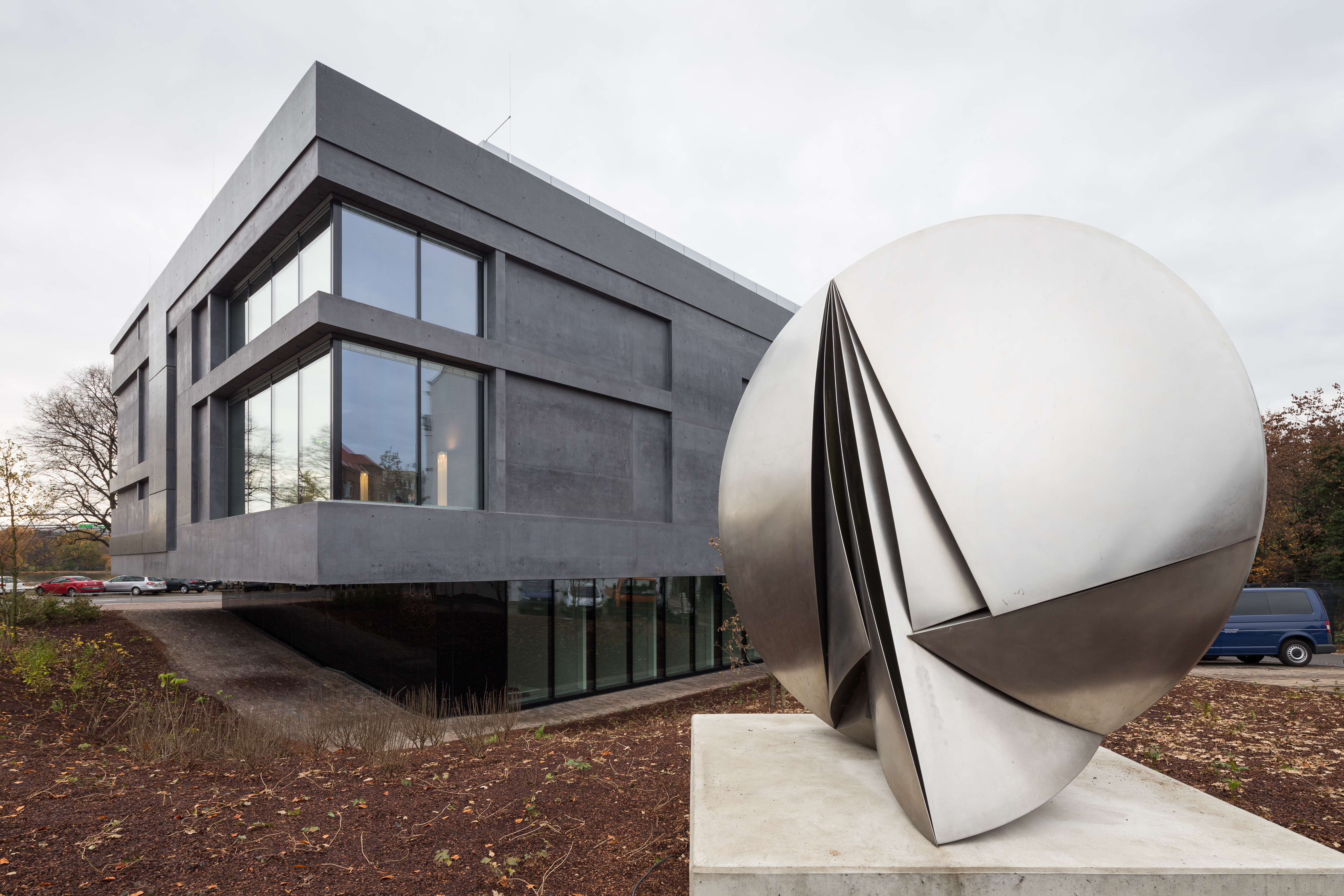
Stahl 5/81 von Erich Hauser am neuen Standort, aufgestellt im Herbst 2015
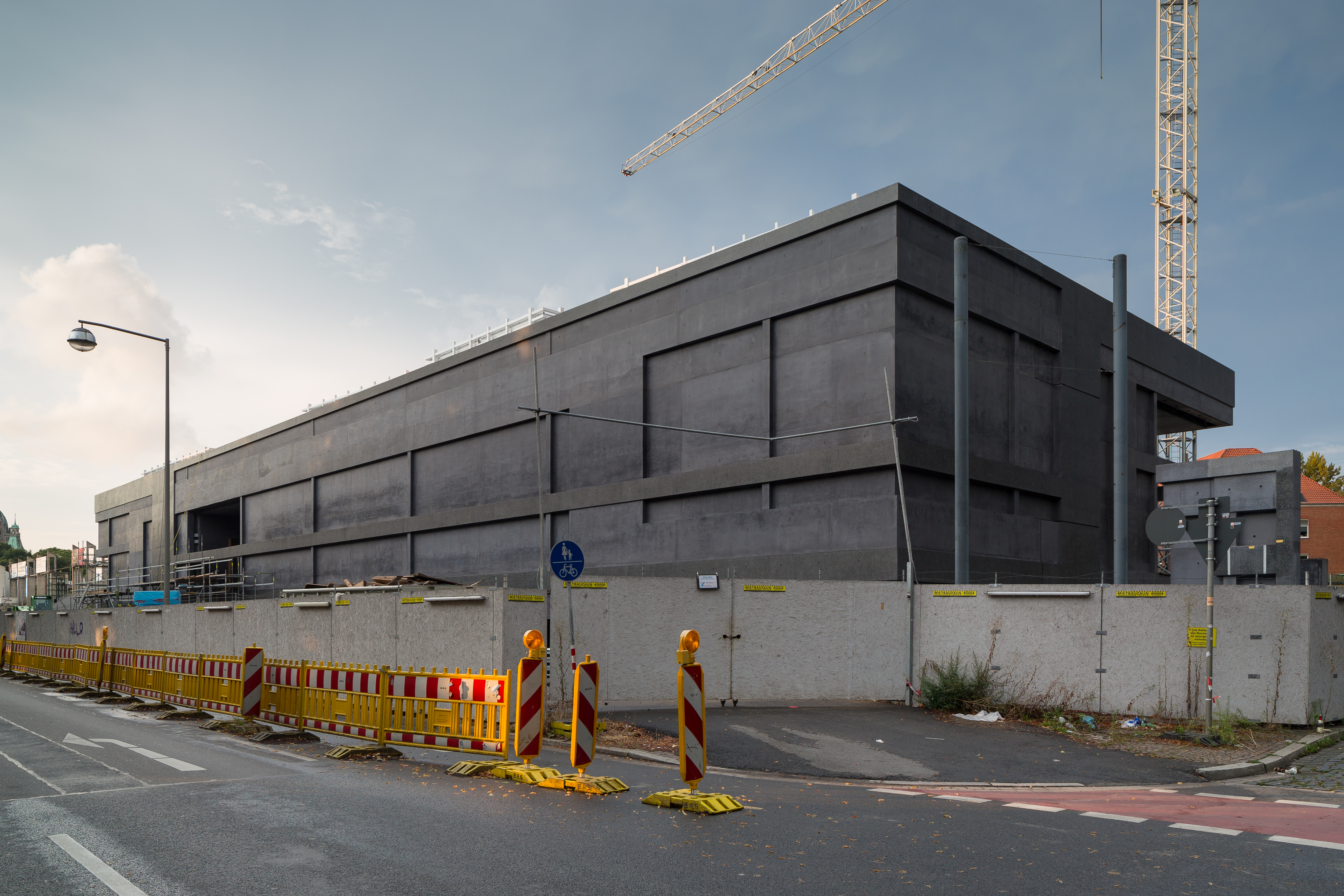
Der dritte Bauabschnitt im Sommer 2014
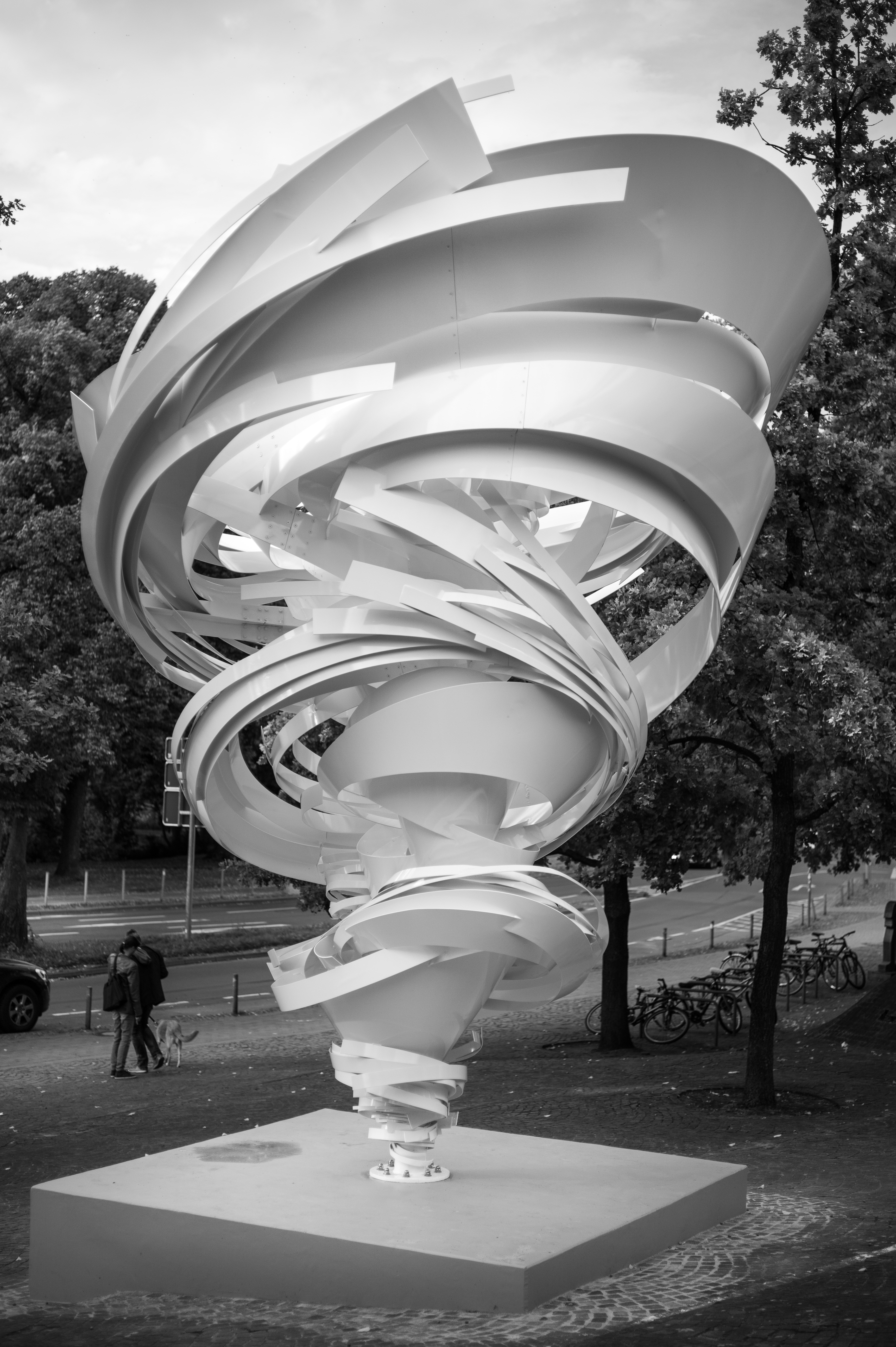
Another Twister (João) von Alice Aycock, aufgestellt zur Fertigstellung des Neubaus

## Sammlung

### Malerei und Skulptur
Neben der Sammlung Sprengel umfasst das Museum Werke des 20. Jahrhunderts aus dem Besitz des Landes Niedersachsen und der Stadt Hannover. Mit beiden Beständen ist es eines der bedeutendsten Zentren der Kunst der Moderne in Deutschland. Zur Sammlung gehören beachtliche Werkgruppen unter anderem von Paul Klee, Max Ernst, Pablo Picasso, Fernand Léger, Henri Laurens, Max Beckmann, Emil Nolde und Kurt Schwitters. Eindrucksvolle Akzente setzen wichtige Künstlergruppierungen wie Die Brücke und Der Blaue Reiter sowie Stilrichtungen wie der Kubismus und der Surrealismus. Seit etwa 1980 ist der Bestand des Museums um wesentliche Strömungen der Kunst nach 1945 erweitert worden, darunter Werke von Andy Warhol, Alexander Calder, Ernst Marow, Gerhard Richter und Sigmar Polke. Zu den Besonderheiten des Museums gehören die Rekonstruktion des legendären Merzbaus von Kurt Schwitters und die Lichträume von James Turrell.
1979 übernahm das Sprengel Museum das (rekonstruierte) Kabinett der Abstrakten von El Lissitzky und Alexander Dorner.
Niki de Saint Phalle, die durch ihre Nana-Skulpturen bekannt geworden ist, bereichert das Sprengel Museum Hannover durch ihre Schenkung im Jahr 2000. Mit über 400 Werken sind alle wesentlichen Schaffensphasen der Jahrhundertkünstlerin vertreten, darunter Assemblagen, Schießbilder, Skulpturen und Zeichnungen.

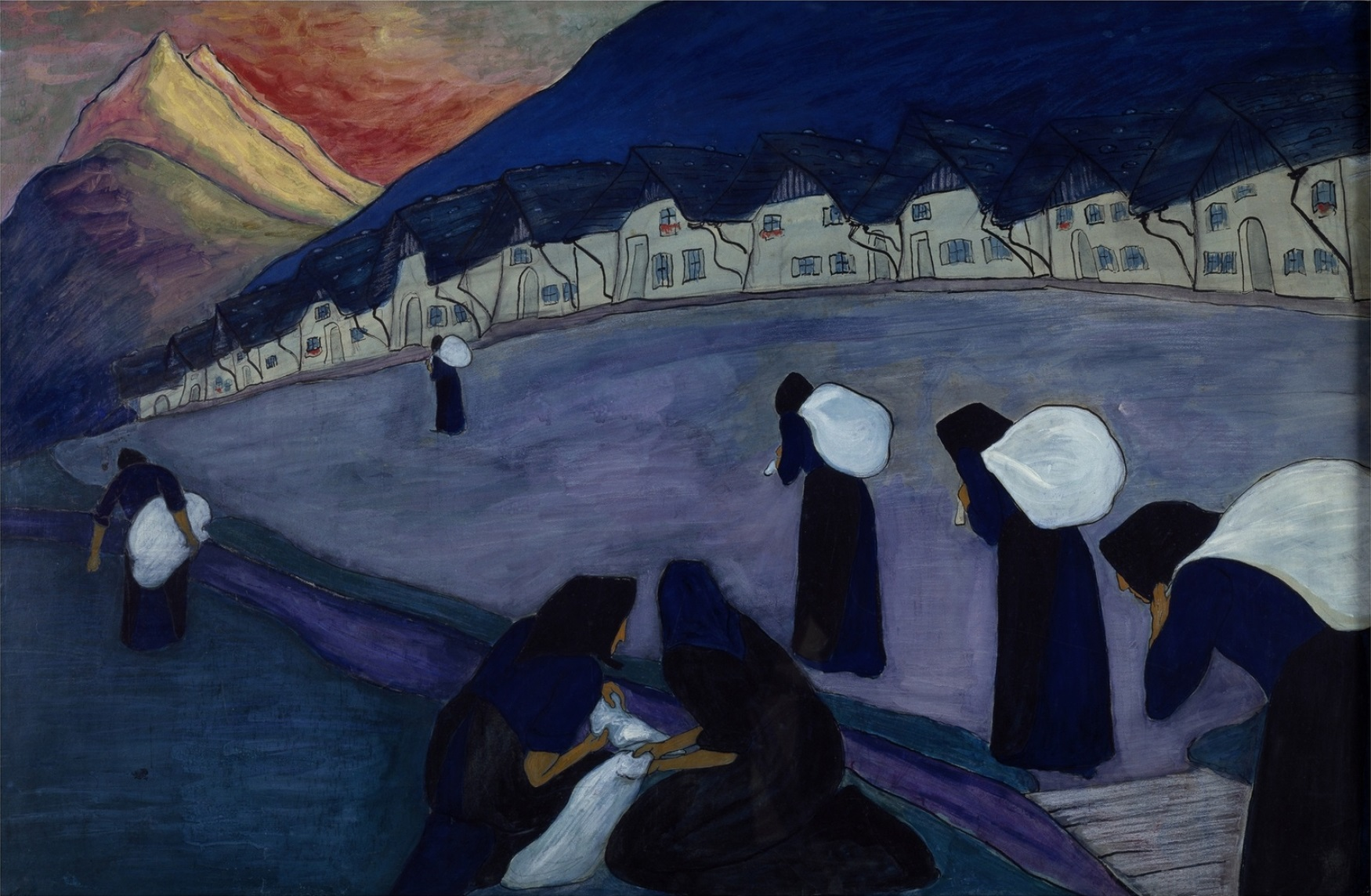
Marianne von Werefkin: Die schwarzen Frauen, 1910
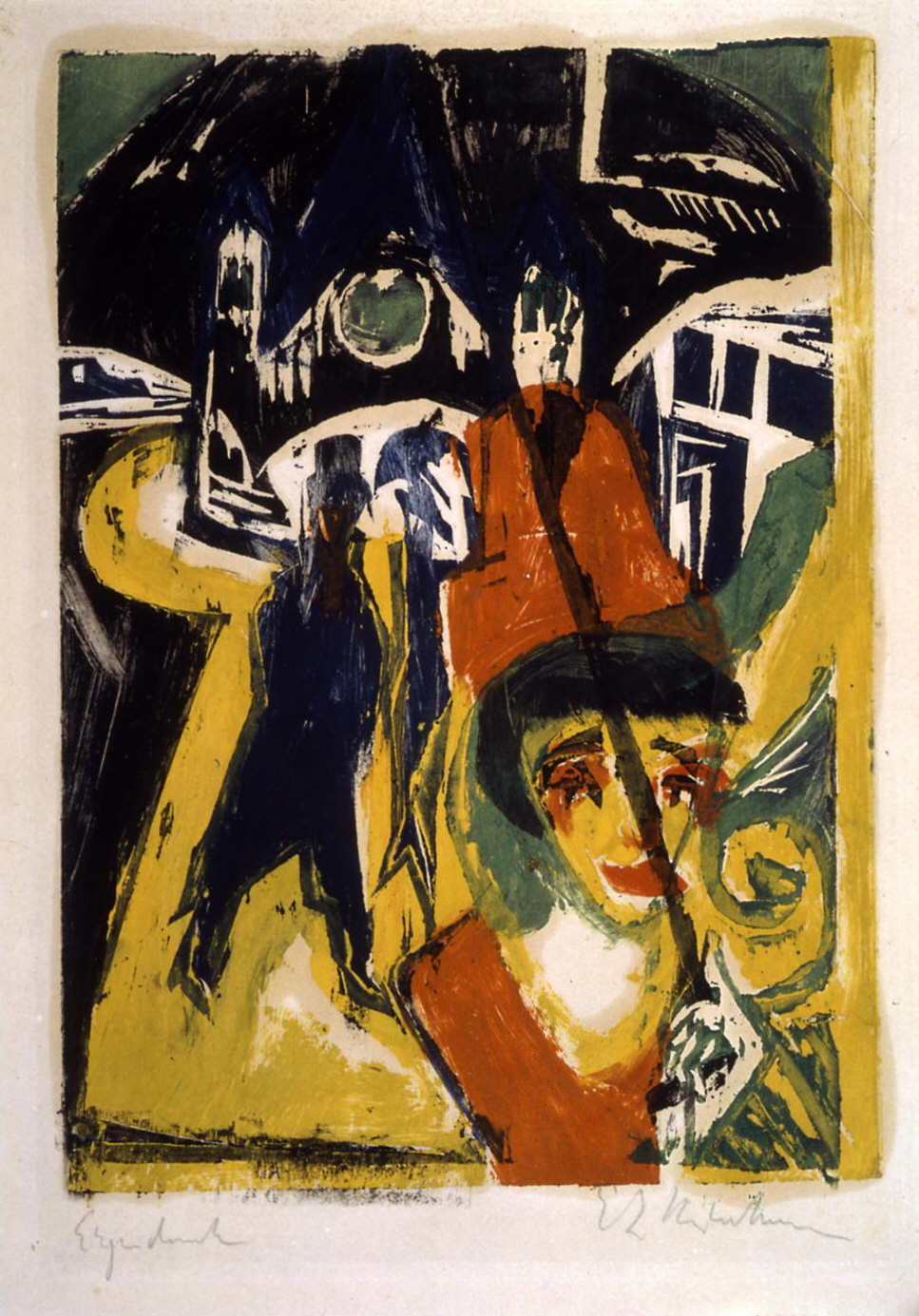
Ernst Ludwig Kirchner: Kokotte auf der Straße, 1915
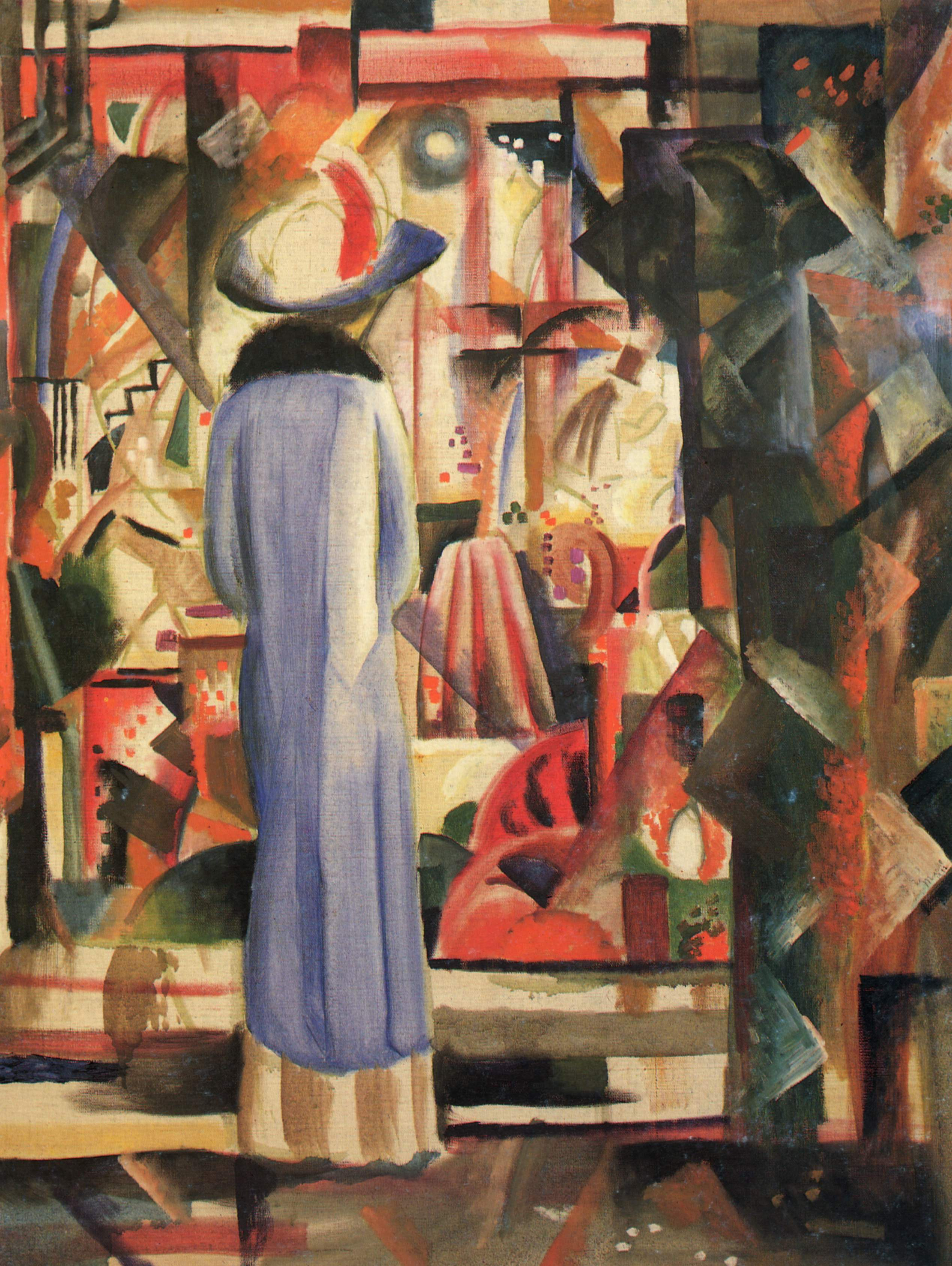
August Macke: Großes helles Schaufenster, 1912
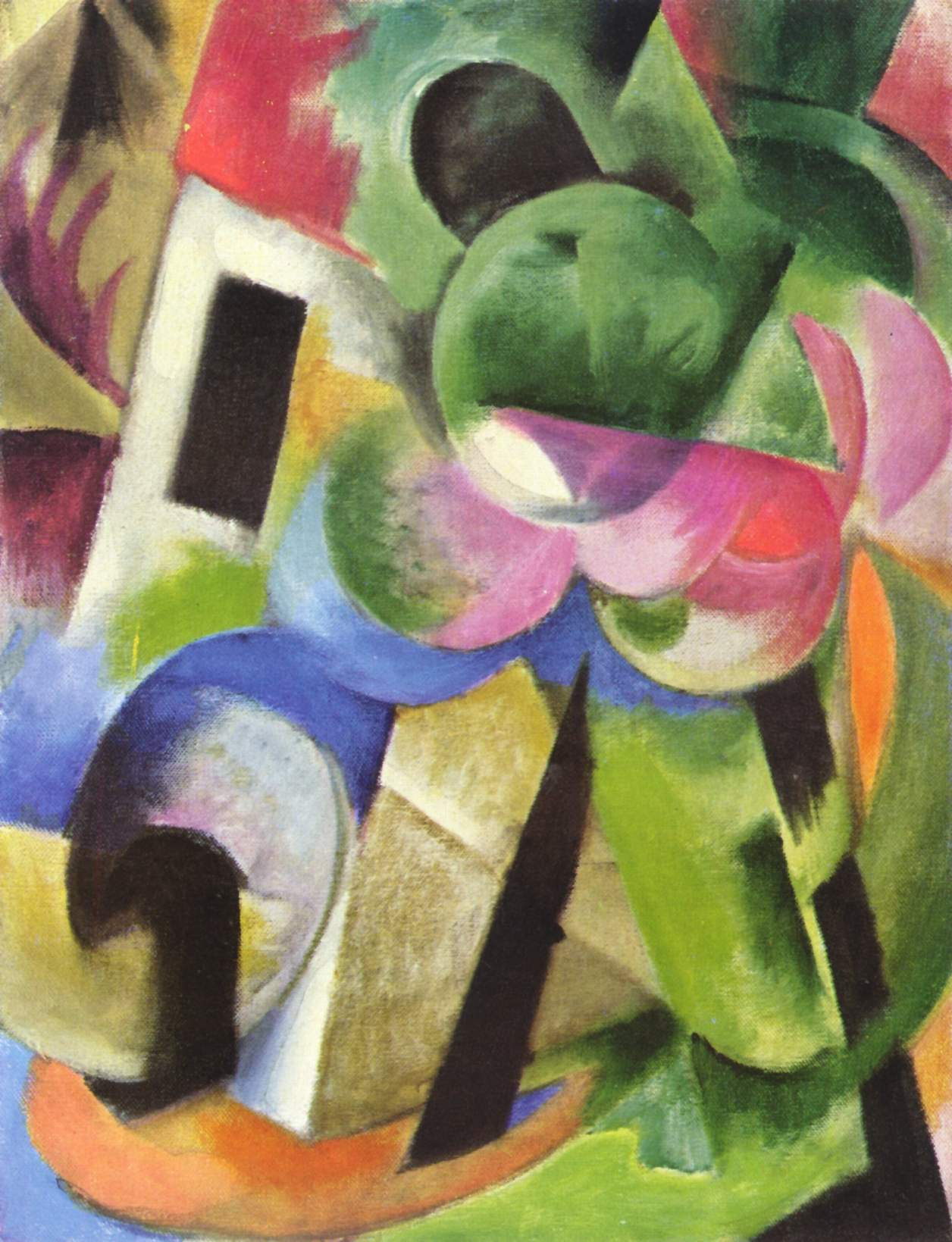
Franz Marc: Kleine Komposition (II) (Haus mit Bäumen), 1914

### Grafik
Die reichen Bestände an Grafik im Sprengel Museum Hannover sind zum großen Teil Bernhard Sprengel zu verdanken, der von einigen Künstlern umfangreiche Konvolute erstellte und dadurch eine umfassende Präsentation und Darstellung deren künstlerischer Tätigkeit ermöglichte. Auch andere Sammler und Künstler wurden durch die überwiegend nach Schwerpunkten gegliederte Grafische Sammlung des Museums dazu angeregt, dem Haus wertvolle neue Konvolute zu schenken und somit den Charakter der Sammlung zu erhalten und zu vertiefen.
In der Vergangenheit hat das Sprengel Museum Hannover wiederholt die Sammlungsschwerpunkte der Grafischen Sammlung in Ausstellungen präsentiert und durch Kataloge dokumentiert. So waren die Bestände des Hauses der Künstler Horst Antes, Max Beckmann, Marc Chagall, Max Ernst, Paul Klee, Emil Nolde, Pablo Picasso und Carl Fredrik Reuterswärd sowie der Künstlergruppe „Brücke“ und des „Blauen Reiter“ bereits in großen und umfangreichen Präsentationen zu sehen. Auch kleinere Konvolute, die einen Überblick über das Schaffen eines Künstlers anhand typischer Werke ermöglichen, wurden bereits vorgestellt. Hierzu gehören Ausstellungen u. a. der Werke von Abraham David Christian, Lyonel Feininger, Joan Miró, T. A. Steinlen, Henri de Toulouse-Lautrec, Käthe Kollwitz und Ernst Barlach.

### Fotografie und Medien
1972 gründeten Joachim Giesel, Peter Gauditz und Heinrich Riebesehl die Spectrum Photogalerie, die 1979 in das neu eröffnete Sprengel-Museum integriert wurde und dort den Grundstock der Sammlung von Fotografie und Medien bildete. Seit 1993 werden regelmäßig Erwerbungen für die Sammlung Fotografie und Medien getätigt. Es wird langfristig an der Bildung von Werkgruppen internationaler Fotografinnen und Fotografen ab Mitte der 1970er Jahre gearbeitet. Die zeitgenössische und historische Fotografie wurde seitdem in zahlreichen Präsentationen gezeigt, darunter Einzelausstellungen zum Werk von u. a. El Lissitzky, Hein Gorny, Gisèle Freund, John Gossage, Nicholas Nixon, Alexander Rodtschenko, Judith Joy Ross, Thomas Ruff, Stephen Shore, Stephan Balkenhol, Max Baumann, Lutz Dammbeck, Luc Delahaye, Hans-Peter Feldmann, Thierry Geoffroy (Colonel), Helga Paris, Boris Mikhailov, Shirana Shahbazi, Heidi Specker und Nomeda und Gediminas Urbonas.

### Kurt Schwitters Archiv
Seit 1994 beherbergt das Sprengel Museum Hannover das Archiv des hannoverschen Künstlers Kurt Schwitters und verfügt über die umfangreichste Dokumentation zum Werk und Leben des Künstlers. Im Kurt Schwitters Archiv ist das Werkverzeichnis des künstlerischen Œuvres von Schwitters erarbeitet worden. Darüber hinaus bietet das Sprengel Museum Hannover mit den von Künstlern gestalteten Räumen eine besondere Attraktion.

## Sonderausstellungen
- 1985: Abraham David Christian. Vierzig Jahre Arbeit
- 1987/88: Doppelausstellung mit dem Wilhelm-Hack-Museum in Ludwigshafen zur Künstlervereinigung die abstrakten hannover[16]
- 1999: Emil Nolde und die Sammlung Sprengel 1937–1956. Geschichte einer Freundschaft
- 1994: Abraham David Christian. Florenz ’78
- 1995: Edgar Degas. In Zusammenarbeit mit dem Museum für Moderne Kunst München
- 1998: Henri de Toulouse-Lautrec, Milieu Montmartre, Druckgraphik aus dem Besitz des Sprengel Museum Hannover
- 2000: Aller Anfang ist MERZ: How you look at it
- 2001: Der Lärm der Straße. Italienischer Futurismus 1909–1918
- 2001/02 „Der stärkste Ausdruck unserer Tage“. Neue Sachlichkeit in Hannover
- 2003: Niki de Saint Phalle. Die Geburt der Nanas. Die Kunst der Niki de Saint Phalle in den 60er Jahren
- Cubisme – Кубизм – Kubismus. Ein künstlerischer Aufbruch in Europa 1906–1926
- Paul Klee. Tod und Feuer. Die Erfüllung im Spätwerk
- 2004: Sprengels Picasso
- 2005: Sprengels Chagall
- Niki & Jean. L’art et l’amour
- 2006: Sprengel macht Ernst. Die Sammlung Max Ernst
- Die Entdeckung einer neuen Welt
- 2007: Made in Germany
- Nouveau Réalisme. Revolution des Alltäglichen
- Hans-Peter Feldmann. Kunstausstellung
- 2008: SPECTRUM Internationaler Preis für Fotografie der Stiftung Niedersachsen 2008: Helen Levitt
- 2009: Marc, Macke und Delaunay. Die Schönheit einer zerbrechenden Welt (1910–1940): Nachtblüten
- 2010: jorma foth. fragen und antworten an frau stadt. Eine Installation für Kinder und Erwachsene
- 2010: Der Blick auf Fränzi und Marcella. Zwei Modelle der Brücke-Künstler Heckel, Kirchner und Pechstein Liebesgeschichten
- 2010/2011: Die Schenkung Ann und Jürgen Wilde
- 2011: Richard Deacon. The Missing Part
- 2011: SPECTRUM Internationaler Preis für Fotografie der Stiftung Niedersachsen: Bahman Jalali
- 2011: Photography Calling! Fotografie und Gegenwart
- 2011/2012: 3 Museen - 1 Mythos: Götter und Helden. Nachleben und Eigenleben antiker Mythen in der Grafik (im Rahmen eines Kooperationsprojektes mit dem Landesmuseum Hannover und dem Museum August Kestner)
- 2011/2012: Photography calling! (in Kooperation mit der Niedersächsischen Sparkassenstiftung), kuratiert von Inka Schube und Thomas Weski
- 2012: Michael Morgner. Zeichnungen
- 2012: Bernhard Fuchs. Porträts/Autos/Straßen und Wege
- 2012: A Return to Painting. Eine Rückkehr zur Malerei. Ilya Kabakov, 1960–2011
- 2012: MADE IN GERMANY ZWEI – Internationale Kunst in Deutschland (in Kooperation mit der Kestnergesellschaft und dem Kunstverein Hannover)[17]
- 2012/2013: Weiße Federn, schwarzes Fell. Tiere in Darstellungen des 20. Jahrhunderts[18]
- 2012/2013: Sprengel-Preis für Bildende Kunst der Niedersächsischen Sparkassenstiftung 2012: Friedrich Kunath. Your life is not for you
- 2013: Meret Oppenheim Über den Bäumen
- 2013/2014: Alfred Flechtheim Kunsthändler der Avantgarde
- 2014: Die frühen Jahre: Britische und deutsche Kunst nach 1945 (kuratiert von Carina Plath)
- 2014: Schlachtbilder
- 2014: Michael Raedecker tour
- 2014/2015: Martin Parr WE LOVE BRITAIN!
- 2015/2016: Unsere Sammler unsere Stifter
- 2017: Zwischen den Zeilen. Kunst in Briefen von Niki de Saint Phalle bis Joseph Beuys
- 2017: Emil Cimiotti Zum 90.
- 2017/2018: Jochen Lempert Honeyguides
- 2018: SPECTRUM Internationaler Preis für Fotografie der Stiftung Niedersachsen: Figures in Motion: Rineke Dijkstra und die Sammlung des Sprengel Museum Hannover
- 2018: Fake News: ø̯ + Fälschung + Kopie + … aus der Sammlung des Sprengel Museum Hannover
- 2018: Rudolf Jahns: Zuflucht Landschaft
- 2018: Olav Christopher Jenssen Estragon
- 2018: 1938. Geburtstagsfest mit Gästen
- 2018: Florentina Pakosta[19]
- 2019: Louisa Clement: Remote Control, in Kooperation mit dem Ludwig Forum Aachen
- 2019: Umbo Fotograf
- 2019: im Focus-Raum: Peter Heber. Malerei
- 2019: Kleine Geschichte(n) der Fotografie, #2. Eine Ausstellung in mehreren Kapiteln
- 2020 in der Reihe Familienbande: Thomas Heise. Heimat ist ein Raum aus Zeit, Kuratorin Inka Schube
- 2020: Albert Oehlen, Carroll Dunham Bäume / Trees, Kuratoren Reinhard Spieler und Olga Nevzorova
- 2020: Elena Liessner-Blomberg. Zeichnungen einer Moskauer Berlinerin, Kurator Benedikt Fahrnschon
- 2020: Ruhige Momente. Interieurs und Stilleben aus der Grafischen Sammlung, Kuratorin Karin Orchard
- 2020: Stadtgeschichten. Eine Kunstausstellung für Kinder, Kuratorin Gabriele Sand
- 2020: El Lissitzky und eine Rolle Plakate. Filmplakate der russischen Avantgarde, Kuratorin Karin Orchard
- 2020: in der Unteren Sammlung: Christian Borchert. Tektonik der Erinnerung, Kuratorin Inka Schube
- 2020/2021: Antje Schiffers Ländliche Produktivkräfte, Kuratorin Gabriele Sand
- 2020/2021: M + M Driven by distraction, Kurator Reinhard Spieler
- 2020/2021: Aggregatzustände. Das Material der Kunst von Abfall bis Zement, Kuratorin Katrin Kolk
- 2020/2021: How to Survive. Kunst als Überlebensstrategie, Kuratorinnen Carina Plath und Paula Schwerdtfeger
- 2021: Formen, die ihr Wesen treiben, Kuratorin Paula Schwerdtfeger
- 2021: in Kooperation mit feinkunst e. V.: Sprengel@feinkunst: Jonas Monka. A00121, Kurator Benedikt Fahrnschon
- 2021/2022: in der Wechselausstellungshalle und Obere Sammlung: True Pictures? Zeitgenössische Fotografie aus Kanada und den USA, Kuratoren Stefan Gronert und Benedikt Fahrnschon
- 2022: Gegeben sind. Reuterswärd, Fahlström, Duchamp, Kuratorinnen und Kuratoren Thomas Millroth, Norbert Nobis, Carina Plath, Paula Schwerdtfeger
- 2022: in Kooperation mit feinkunst e. V.: Art Germania Miami Beach. Sprengel@feinkunst, Kurator Julius Osman
- 2022: Christiane Möbus: seitwärts über den Nordpol, eine Gemeinschaftsausstellung mit dem Kunstverein Hannover, Kuratorinnen Gabriele Sand (Sprengel Museum Hannover) und Kathleen Rahn (Kunstverein Hannover)
- 2022: Vom Beginnen: 50 Jahre Spectrum Photogalerie, Kuratorin Inka Schube
- 2022: Dirk Dietrich Hennig: Die Sammlung Rudolf, Kurator Dirk Dietrich Hennig und Reinhard Spieler
- 2022/23: Phyllida Barlow, Breach, Kuratorin Carina Plath
- 2022/23: Körper in Gesellschaft, Kurator Julius Osman
- 2023: Gottfried Jäger: Fotografien der Fotografie: Generative Systeme 1960 bis 2020, Kurator Stefan Gronert
- 2023: und im Landesmuseum Hannover: Glenn Brown. The real thing
- 2023: Welche Moderne? In- und Outsider der Avantgarde
- 2023: Ocular Witness: Schweinebewusstsein
- 2023: SPECTRUM Internationaler Preis für Fotografie der Stiftung Niedersachsen: Adrian Sauer: Truth Table, Kuratoren Stefan Gronert und Talia Walther
- 2023/2024: in Kooperation mit feinkunst e. V.: Sprengel@feinkunst: Jaq Lisboa How to be an artist like me, Kuratorin Talia Walther
- 2024: Peter Tuma Aufkommende Unruhe, Kuratorin Talia Walther
- 2024: Pablo Picasso I Max Beckmann. Mensch - Mythos - Welt.
- 2024: Joar Nango[20]
- 2025: Grethe Jürgens. Retrospektive

## Filme
- Sprengel Museum Hannover (= Museums-Check. Folge 49). Reportage, 30 Min., Moderation: Markus Brock, Produktion: 3sat. Erstausstrahlung: 25. Februar 2018.[21]